# Blau-Weiß Bornreihe
Der Blau-Weiß Bornreihe (offiziell: Sportverein Blau-Weiß Bornreihe e. V.) ist ein Fußballverein aus dem zur Gemeinde Vollersode gehörenden Dorf Bornreihe im Landkreis Osterholz. Die auch als „Moorteufel“ bekannte erste Mannschaft spielt seit dem Abstieg im Jahre 2024 in der Landesliga Lüneburg.

## Geschichte
Der Verein wurde im März 1932 gegründet. Aufgrund der geographischen Lage im Teufelsmoor konnte der Verein zunächst nur Freundschaftsspiele absolvieren und nahm erst ab dem Jahre 1948 am geregelten Spielbetrieb teil. Zu dieser Zeit war das Dorf nur zu Fuß oder mit den Torfkahn zu erreichen. Erst ab 1952 gab es eine asphaltierte Straße. Der sportliche Aufschwung begann, als im Jahre 1959 Fritz Kahnwald das Training übernahm. Zwei Jahre später gelang der Aufstieg in die seinerzeit drittklassige Amateurliga Stade. Vier Jahre später gelang als Tabellenvierter die Qualifikation zur neu geschaffenen Verbandsliga Nord, wo der Verein auf renommierte Clubs wie Kickers Emden oder den VfL Oldenburg traf. Die Mannschaft bestand ausschließlich aus einheimischen Spielern. In der Verbandsliga spielten die „Moorteufel“ zunächst gegen den Abstieg. Die Wende kam, als in der Saison 1966/67 Klaus Pophal das Traineramt übernahm. Im Jahre 1970 erschien in der Zeitung Bild am Sonntag ein Artikel über den Verein, der als der „größte Fußballklub der Welt“ vorgestellt wurde, weil der SV Blau-Weiß mit 170 mehr Mitglieder als Bornreihe Einwohner hatte. 
Ein Jahr später wurde Blau-Weiß Vizemeister der Verbandsliga Nord hinter den Amateuren des VfB Oldenburg. Das vorentscheidende Spiel um die Meisterschaft ging vor 2.500 Zuschauern mit 1:2 verloren. In den folgenden Jahren kämpften die Blau-Weißen gegen den Abstieg, ehe Trainer Pophal 1975 den Verein verließ. Dieser verpflichtete zahlreiche Spieler aus dem nahen Bremen. Sportlich brachte dies den Verein jedoch nicht weiter und die „Moorteufel“ kämpften weiter gegen den Abstieg. Nach der Auflösung der Verbandsligen im Jahre 1979 qualifizierte sich die Mannschaft für die neu geschaffene Landesliga Ost, die nun die zweithöchste Spielklasse Niedersachsens bildete. In der Landesliga stieß der Verein schnell an seine Grenzen und musste bereits 1982 als Tabellenletzter in die Bezirksoberliga Lüneburg absteigen. Der direkte Wiederaufstieg wurde in den folgenden beiden Jahren als Vizemeister hinter dem SC Uelzen 09 bzw. dem TSV Verden verpasst. In den folgenden Jahren rutschten die „Moorteufel“ in der Tabelle weiter ab.
Konnten die Blau-Weißen 1995 den Klassenerhalt in der nunmehr Landesliga Lüneburg genannten Spielklasse nur dank der besseren Tordifferenz gegenüber dem VfL Stade sichern, ging es ein Jahr später als Vorletzter hinunter in die Bezirksliga. Der Wiederaufstieg gelang im Jahre 1998. Zunächst wurden die von Carsten Huning trainierten „Moorteufel“ Vizemeister der Bezirksliga West hinter dem TSV Verden und trafen dann in einem Entscheidungsspiel auf den Vizemeister der Bezirksliga Ost Eintracht Lüneburg. Nach torlosen 120 Minuten im neutralen Sittensen setzten sich die Blau-Weißen mit 4:2 im Elfmeterschießen durch. In der folgenden Saison 1998/99 sicherte sich die Mannschaft dann die Landesligameisterschaft vor dem TSV Verden und schaffte damit den Durchmarsch in die Niedersachsenliga Ost, damals die höchste Spielklasse des Bundeslandes. Erfolgstrainer Huning wechselte zum FC Oberneuland und wurde durch Torsten Schanz ersetzt. Dieser führte seine Mannschaft in der Saison 1999/2000 durch einen 1:0-Sieg am letzten Spieltag über den Goslarer SC 08 zum Klassenerhalt. Doch bereits in der folgenden Saison 2000/01 mussten die „Moorteufel“ wieder in die Landesliga Lüneburg absteigen.
In der Saison 2002/03 wurde die von Klaus Gelsdorf trainierte Mannschaft dort Vizemeister hinter dem VSK Osterholz-Scharmbeck. Das Entscheidungsspiel um den Aufstieg in die Niedersachsenliga wurde im neutralen Unterlüß gegen Sparta Göttingen mit 1:6 verloren. Drei Jahre später gelang der Wiederaufstieg in die Niedersachsenliga, bevor im Jahre 2008 die Qualifikation für die neu geschaffene Oberliga Niedersachsen-Ost gelang. Aus dieser stiegen die „Moorteufel“ in der Saison 2009/10 als Tabellenletzter ab. Im Jahre 2016 stieg die Mannschaft wieder in die Oberliga auf, musste jedoch in der folgenden Saison 2016/17 als Tabellenletzter wieder absteigen. Im Jahre 2023 stiegen die „Moorteufel“ wieder in die Oberliga auf, mussten aber als Tabellenletzter der folgenden Saison 2023/24 prompt wieder absteigen.

## Erfolge
- Meister der Landesliga/Bezirksoberliga Lüneburg: 1999, 2006, 2016, 2023

## Stadion
Die Heimspiele werden auf der Sportanlage Bornreihe ausgetragen, die 4000 Zuschauern Platz bietet. Es wird auf Naturrasen gespielt. Mitte der 1950er Jahre konnte mit Hilfe von tausenden von Kubikmetern Sand der Rasenplatz eingeweiht werden, der durch seinen federnden Grund bei den Gegnern berüchtigt ist.

## Persönlichkeiten
- Marko Kück